# El Cuy
El Cuy ist die Hauptstadt des gleichnamigen Departamento El Cuy in der Provinz Río Negro im südlichen Argentinien. Die Klassifikation der Gemeinden (Municipio) gibt dem Ort den Rang einer Comisión de Fomento.